# Juho Saaristo

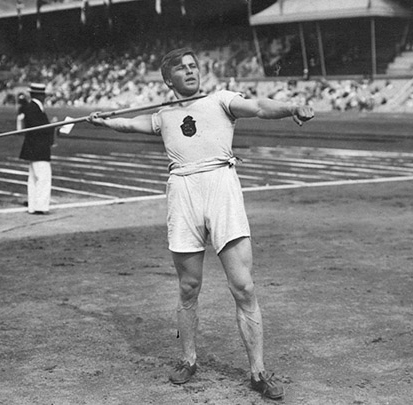
Juho Julius Saaristo, 1912

Juho Julius Saaristo (* 21. Juli 1891 in Tampere; † 12. Oktober 1969 ebenda) war ein finnischer Speerwerfer.
Bei den Olympischen Spielen 1912 in Stockholm gewann er eine Goldmedaille im beidhändigen, dazu noch eine Silbermedaille im normalen Speerwurf. 1920 in Antwerpen wurde er Vierter.